# NGC 7335
NGC 7335 (również PGC 69338 lub UGC 12116) – galaktyka spiralna (S0-a), znajdująca się w gwiazdozbiorze Pegaza. Została odkryta 13 września 1784 roku przez Williama Herschela. Galaktyka ta jest członkiem grupy NGC 7331.